# باشکوه (آلبوم چندآهنگه)
باشکوه (انگلیسی: 9loryUS) هشتمین آلبوم چندآهنگه از گروه پسرانۀ اهل کره جنوبی اس‌اف۹ است که در ۶ ژوئیه ۲۰۲۰ توسط اف‌ان‌سی انترتیمنت منتشر شد. این آلبوم از شش قطعه، از جمله «Summer Breeze» تشکیل شده است.

## موفقیت تجاری
آلبوم در جدول گائون کره در رتبه سوم قرار گرفت.